# La Limita Imposibilului (serial din 1995)
La Limita Imposibilului (în engleză The Outer Limits) este un serial științifico-fantastic american de televiziune din 1995, o reînviere a serialului omonim din 1963. Este similar ca stil cu franciza Zona crepusculară.

## Context
Serialul original a început cu două sezoane, din 1963 până în 1965, acesta a fost făcut în negru și alb, de multe ori efectele au fost foarte bine văzute. În 1995, el a fost revitalizat, și difuzat timp de șapte sezoane, până în 2002.

### Introducere
Dupa o încercare care nu a avut succes în 1963, în 1995 serialul a fost relansat. Succesul de televiziune, cu serialele Star Trek și Babylon 5, televiziunea MGM, a dorit sa continuie această poveste. A fost făcută o afacere cu Trilogy Productions, compania care rula pe un canal pay-tv numit Showtime. Episoadele de sindicalizare au apărut în primele sezoane (același regim ca MGM / Showtime cu seria Stargate SG-1 și Poltergeist: The Legacy. Acestea au continuat pe Showtime până în 2001, când SUA Sci Fi Channel a preluat producția. Ele au rămas în producție până în 2002, înainte de a fi anulate în final, după un total de 154 de episoade. Vocea a fost furnizată de Kevin Conway. Seria a fost filmată în Vancouver, British Columbia, Canada. Povești cu Harlan Ellison, AE Van Vogt, Eando Binder, Larry Niven, Richard Matheson, George RR Martin, Stephen King și James Patrick Kelly au fost adaptate pentru noile serii cu diferite grade de succes.

## Citate
„Nu e nimic în neregulă cu televizorul dumneavoastră. Nu încercați să reglați imaginea. Noi controlăm transmisia. O controlăm pe orizontală și pe verticală. Putem să vă inundăm cu mii de canale sau să extindem o singură imagine la o claritate de cristal și mai mult. Putem să vă modificăm imaginea în tot ce poate concepe imaginația noastră. Vom controla tot ceea ce vedeți și auziți. Sunteți pe cale să experimentați fiorul și misterul care vă ajung din subconștient La Limita Imposibilului”

## Prezentare generală
| Sezonul | Sezonul | Episoade | Episoade | Premiera TV      | Premiera TV       | Premiera TV |
| Sezonul | Sezonul | Episoade | Episoade | Prima transmisie | Ultima transmisie | Reţea       |
| ------- | ------- | -------- | -------- | ---------------- | ----------------- | ----------- |
|         | 1       | 21       | 21       | 26 martie 1995   | 20 august 1995    | Showtime    |
|         | 2       | 22       | 22       | 14 ianuarie 1996 | 4 august 1996     | Showtime    |
|         | 3       | 18       | 18       | 19 ianuarie 1997 | 25 iulie 1997     | Showtime    |
|         | 4       | 26       | 26       | 23 ianuarie 1998 | 18 decembrie 1998 | Showtime    |
|         | 5       | 22       | 22       | 22 ianuarie 1999 | 20 august 1999    | Showtime    |
|         | 6       | 21       | 21       | 21 ianuarie 2000 | 3 septembrie 2000 | Showtime    |
|         | 7       | 22       | 22       | 16 martie 2001   | 18 ianuarie 2002  | Sci Fi      |

## Seriale asemănătoare
- Alcoa Presents: One Step Beyond
- Amazing Stories
- Night Gallery
- Masters of Horror
- Masters of Science Fiction
- Monsters
- Science Fiction Theatre
- Tales from the Crypt
- Tales from the Darkside
- Zona crepusculară (1959)
- Zona crepusculară (1985)
- Zona crepusculară (2002)